# Adriano Garsia
Adriano Mario Garsia (né le 20 août 1928 à Tunis et décédé le 6 octobre 2024) est un mathématicien italo-américain d'origine tunisienne qui travaille en combinatoire, en théorie des représentations et en géométrie algébrique. 

## Biographie
Né à Tunis, Garsia rejoint Rome en 1946. Il entreprend des études à l'université de Rome jusqu'en 1953. Il étudie ensuite à l'université Stanford et obtient un Ph. D. sous la direction de Charles Loewner en 1957 avec une thèse intitulée  « On Surfaces with a rectilinear Geodesic Circle ». 
De 1957 à 1959, il est C.L.E. Moore Instructor au Massachusetts Institute of Technology ; puis il est au California Institute of Technology de Pasadena et à partir de 1966, professeur à l'université de Californie à San Diego.
Il travaille sur la théorie des représentations, les fonctions symétriques et la combinatoire algébrique. Il est également coauteur de l'algorithme de Garsia-Wachs, pour les arbres de recherche binaires optimaux, publié avec son élève Michelle L. Wachs en 1977.
Il est conférencier invité au congrès international des mathématiciens de 1978 à Helsinki.
En 2012, il devient membre de l'American Mathematical Society.
Il a dirigé les thèses notamment de Nantel Bergeron, Omer Egecioglu, Sara Billey (en), Chris Preston, Stanley Sawyer et Michelle L. Wachs.
Il décède le 6 octobre 2024.

## Livres
- Adriano M. Garsia, Topics in Almost Everywhere Convergence, Lectures in Advanced Mathematics Volume 4, Markham Publishing Co., Chicago, Ill., 1970. lien Math Reviews
- Adriano M. Garsia, Martingale inequalities: Seminar Notes on Recent Progress, Mathematics Lecture Notes Series, W. A. Benjamin, Inc., Reading, Mass.-London-Amsterdam, 1973. lien Math Reviews
- Adriano M. Garsia et Mark Haiman, Orbit Harmonics and Graded Representations, Research Monograph, à paraître dans la collection publiée par le Laboratoire de Combinatoire et d'Informatique Mathématique et éditée by S. Brlek, Université du Québec à Montréal.
- Adriano M. Garsia et Ömer Eğecioğlu, Lessons in Enumerative Combinatorics, Cham, Springer Nature, coll. « Graduate Texts in Mathematics » (no 290), 2021, xvi + 479 (ISBN 978-3-030-71249-5, MR 4268536, zbMATH 1478.05001).